# 더 코브: 슬픈 돌고래의 진실
《더 코브: 슬픈 돌고래의 진실》(The Cove)는 미국에서 제작된 루이 시호요스 감독의 2009년 다큐멘터리 영화이다. 조 치숌 등이 주연으로 출연하였고 피셔 스티븐스 등이 제작에 참여하였다. 이 다큐멘터리는 2010 아카데미 장편 다큐멘터리 영화상 아카데미상을 수상했다.
이 영화는 2009년 1월 25회 선댄스 영화제에서 미국 관객상을 받았다. 해당 분류의 879점 작품 중 선정된 것이다.

## 출연

### 주연
- 조 치숌
- 맨디-래 크루이크생크

### 조연
- 이사벨 루카스
- 리처드 오베리
- 헤이든 파네티어
- 루이 시호요스
- 폴 왓슨

## 기타
- 음악지원: 브라이언 에노

## 같이 보기
- 블랙피쉬 (영화)